# Massacre du 26 avril 1963
Le massacre du 26 avril 1963 est une série de tueries commanditée par François Duvalier et commise le 26 avril 1963 dans la région de la capitale haïtienne, Port-au-Prince. Ce massacre a visé des dizaines d'opposants présumés à la dictature et leur famille, en majorité des militaires. Il s'agit de la plus meurtrière des rafles contre des présumés opposants à Duvalier avant qu'il ne se déclare « Président à vie » l'année suivante.

## Historique des événements
Le matin du 26 avril 1963, ce qui s'apparente à une tentative d'enlèvement des deux enfants de François Duvalier aurait déclenché la furie du dictateur et la répression qui a suivi. Plusieurs maisons ont été incendiées avec leurs occupants et des dizaines de personnes assassinées par balles ou encore kidnappées pour ne plus jamais être revues.
Le Comité de commémoration du 26 avril 1963 a établi en 2013 la première liste de noms des victimes du massacre du 26 avril 1963. Cette liste non exhaustive contient jusqu'à présent 73 noms. Plusieurs militaires haut-gradés et leur famille s'y retrouvent, dont un bébé de 9 mois.

## Massacre de 1986
En 1986, la première marche commémorative du massacre du 26 avril 1963 s'est aussi soldée par une tuerie, deux mois et demi après la chute de la dictature des Duvalier père et fils. À la dernière étape de la marche, face à la prison Fort Dimanche, des policiers ont fait feu sur la foule, tuant onze personnes et en blessant des dizaines d'autres. Les participants réclamaient entre autres que cette prison, où des centaines d'opposants présumés à François et Jean-Claude Duvalier ont été torturés ou assassinés, soit transformée en lieu commémorant la mémoire des disparus de la dictature duvaliérienne.

## Cinquantième anniversaire
En avril 2013, les jours précédents le cinquantième anniversaire de l'événement ont été soulignés par plusieurs témoignages de membres des familles des victimes dans les médias et des lettres ouvertes,. Le 26 avril 2013, une messe simultanée est prévue à 17 h dans différentes églises d'Haïti et de New York, Montréal, Paris, Madrid, Bruxelles, Genève, Rome, Québec, Boston, ainsi qu'au New Jersey, en Californie, en Floride, au Panama et à Porto Rico.